# Курорт «Озеро Медвеже»
Курорт «Озеро Медве́же» (рос. Курорт «Озеро Медвежье») — селище у складі Петуховського округу Курганської області, Росія.
Населення — 780 осіб (2010, 825 у 2002).
Національний склад станом на 2002 рік:
- росіяни — 96 %